# Матчи сборной Москвы по футболу (1937)
Сезон 1937 года стал 31-м в истории сборной Москвы по футболу.
В нем сборная провела 2 официальных матча — оба междугородние товарищеские — и 3 неофициальных.

## Классификация матчей
По установившейся в отечественной футбольной истории традиции официальными принято считать матчи первой сборной с эквивалентным по статусу соперником (сборные городов, а также регионов и республик); матчи с клубами Москвы и других городов составляют отдельную категорию матчей.
Международные матчи также разделяются на две категории: матчи с соперниками топ-уровня (в составах которых выступали футболисты, входящие в национальные сборные либо выступающие в чемпионатах (лигах) высшего соревновательного уровня своих стран — как профессионалы, так и любители) и (начиная с 1920-х годов) международные матчи с так называемыми «рабочими» командами (состоявшими, как правило, из любителей невысокого уровня).

## Статистика сезона
| 1937          |                                  |     |
| Н (1)         | Москва — Москва (II)             | 4:3 |
| МГ 91         | Москва — Ленинград               | 5:1 |
| МГ 92         | Москва — Ленинград               | 2:2 |
| Н (2)         | Москва (II) — Московская область | 2:5 |
| Н (3)         | Москва (II) — Одесса             | 3:0 |
| Итого         |                                  |     |
| И В Н П М     |                                  |     |
| 2 1 0 7 − 3   |                                  |     |
| 3 2 0 1 9 − 8 |                                  |     |

## Официальные матчи

### 169. Москва — Ленинград — 5:1
Междугородний товарищеский матч 91 (отчет ).

| Москва                                  | 5:1 | Ленинград     |
| --------------------------------------- | --- | ------------- |
| - Федотов 40′ 47′ - Смирнов 45′ 70′ 80′ |     | - 12′ Ерфилов |

| Игрок              | Клуб        |                 | Вышел на замену | Гол  |
| ------------------ | ----------- | --------------- | --------------- | ---- |
| Акимов, Анатолий   | «Спартак»   | 46'             | 2               | (-3) |
|                    |             |                 |                 |      |
| Корчебоков, Лев    | «Динамо»    |                 | 6               |      |
| Соколов, Виктор    | «Спартак»   |                 | 1               |      |
|                    |             |                 |                 |      |
| Коротков, Павел    | «Динамо»    |                 | 2               |      |
| Старостин, Андрей  | «Спартак»   |                 | 46              | 3    |
| Чернышев, Аркадий  | «Динамо»    |                 | 1               |      |
|                    |             |                 |                 |      |
| Киреев, Михаил     | ЦДКА        |                 | 1               |      |
| Степанов, Владимир | «Спартак»   |                 | 16              | 8    |
| Смирнов, Василий   | «Динамо»    | Гол · Гол · Гол | 35              | 24   |
| Якушин, Михаил     | «Динамо»    |                 | 20              | 15   |
| Федотов, Григорий  | «Металлург» | Гол · Гол       | 1               | 2    |
| Замены             |             |                 |                 |      |
| Набоков, Борис     | «Металлург» | 46'             | 1               |      |

| Ленинград   |     |
| ----------- | --- |
| Кузьминский |     |
|             |     |
| Данилюк     |     |
| П.Киселев   |     |
|             |     |
| А.Зябликов  |     |
| В.Лемешев   |     |
| Вал.Федоров |     |
|             |     |
| Аверин      |     |
| Орешкин     |     |
| Ерфилов     | Гол |
| Н.Дементьев |     |
| Быков       |     |

|  |  |

### 170. Москва — Ленинград — 2:2
Междугородний товарищеский матч 92 (отчет ).

| Москва                     | 2:2 | Ленинград                 |
| -------------------------- | --- | ------------------------- |
| - С.Ильин 8′ - Смирнов 25′ |     | - 39′ Сазонов - 84′ Быков |

| Игрок               | Клуб        |                                 | Вышел на замену | Гол  |
| ------------------- | ----------- | ------------------------------- | --------------- | ---- |
| Набоков, Борис      | «Металлург» | Серебряный гол · Серебряный гол | 2               | (-2) |
|                     |             |                                 |                 |      |
| Корчебоков, Лев     | «Динамо»    |                                 | 7               |      |
| Соколов, Виктор     | «Спартак»   |                                 | 2               |      |
|                     |             |                                 |                 |      |
| Лапшин, Алексей     | «Динамо»    |                                 | 21              | 4    |
| Старостин, Андрей   | «Спартак»   |                                 | 47              | 3    |
| Коротков, Павел     | «Динамо»    |                                 | 3               |      |
|                     |             |                                 |                 |      |
| Семичастный, Михаил | «Динамо»    |                                 | 9               | 1    |
| Степанов, Владимир  | «Спартак»   |                                 | 17              | 8    |
| Смирнов, Василий    | «Динамо»    | Гол                             | 36              | 25   |
| Якушин, Михаил      | «Динамо»    |                                 | 21              | 15   |
| Ильин, Сергей       | «Динамо»    | Гол                             | 54              | 25   |

| Ленинград   |     |
| ----------- | --- |
| Эвранов     |     |
|             |     |
| В.Лемешев   |     |
| М.Денисов   |     |
|             |     |
| В.Бодров    |     |
| Вал.Федоров |     |
| А.Зябликов  |     |
|             |     |
| Сазонов     | Гол |
| А.И.Федоров |     |
| Смагин      |     |
| Н.Дементьев |     |
| Быков       | Гол |

## Неофициальные матчи
1. Контрольный матч
| Москва | 4:3 | Москва (II) |
| ------ | --- | ----------- |
|        |     |             |

2. Товарищеский матч
| Москва (II) | 2:5 | Московская область |
| ----------- | --- | ------------------ |
|             |     |                    |

| Москва (II): Фокин - Савицкий, Поляков - Тетерин, Малинин, Комаров - Ал-й Пономарев, Елисеев, Артемьев, М.Орехов, Глазков |

2. Матч на физкультурном празднике в честь выборов в Верховный Совет СССР
| Москва (II) | 3:0 | Одесса |
| ----------- | --- | ------ |
| - Федотов   |     |        |